# Salskärs fjärden
Salskärs fjärden är en fjärd i Finland. Den ligger i Pargas stad i landskapet Egentliga Finland, i den sydvästra delen av landet, 180 km väster om huvudstaden Helsingfors.
Salskärs fjärden avgränsas av Harun, Marskär, Kistskär, Låga Sundskär, Birsskären och Ejskär i norr samt Trutkläppen, Sandören, Innerören och Stora Salskär i söder. Dan ansluter till Jurmo fjärden i väster och Torget i öster.